# Fujiya & Miyagi
Fujiya & Miyagi is een Britse band.

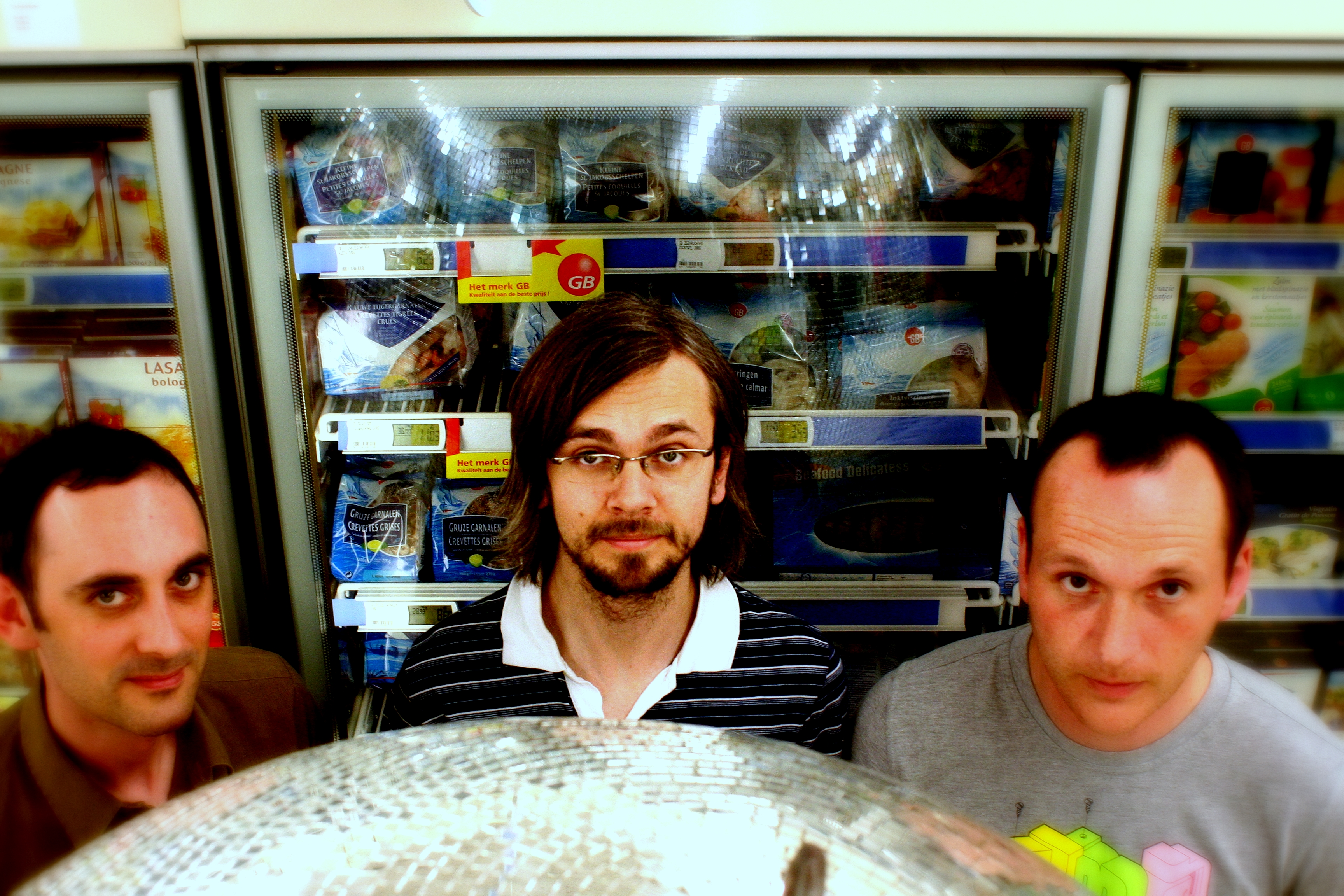
De band in hun 2007 line-up

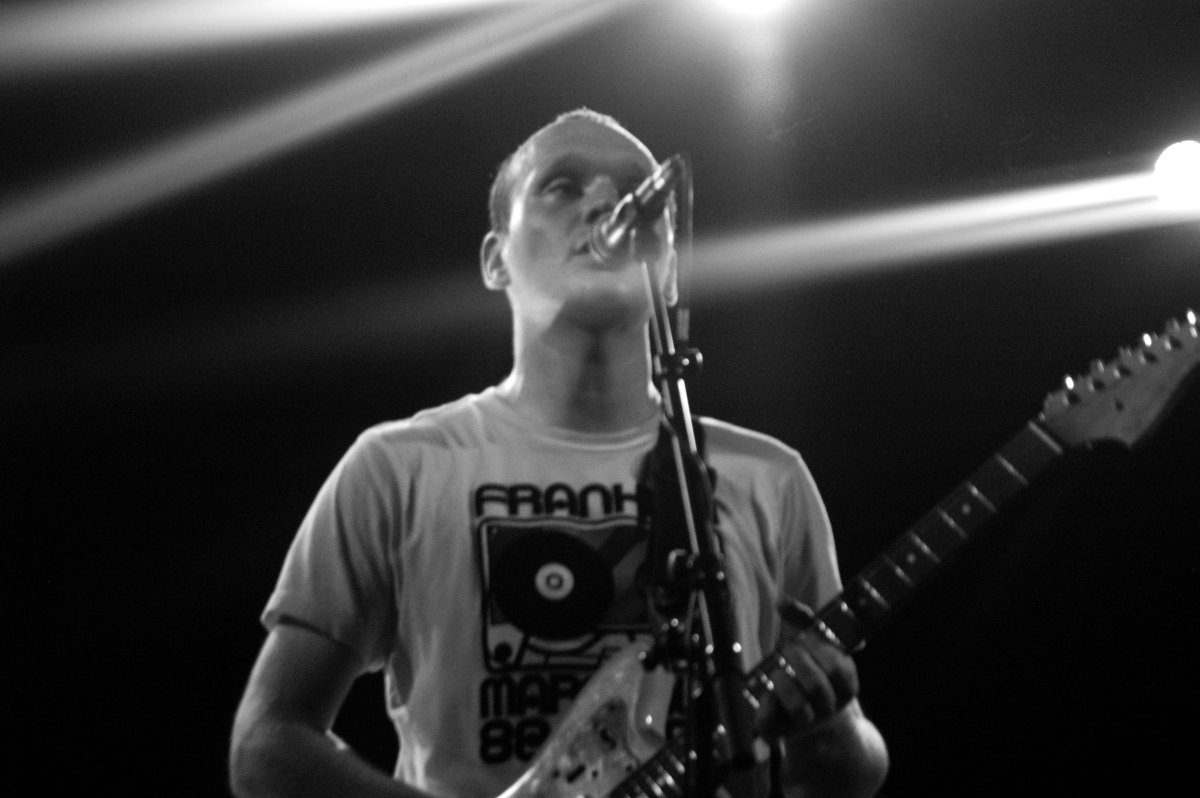
David Best tijdens een optreden in 2006

De band werd in 2000 in Brighton opgericht door Steve Lewis (Fujiya, synthesizers) en David Best (Miyagi, zang en gitaar). In 2005 sloot Matt Hainsby (basgitaar) zich aan bij de band. Zelf omschrijven ze hun muziek als beïnvloed door jaren zeventig-krautrock en jaren negentig-elektronica.

## Discografie
- Electro Karaoke in the Negative Style (2002)
- Transparent Things (2006)
- Lightbulbs (2008)
- Ventriloquizzing (2011)
- Artificial Sweeteners, 2014